# Papuanella exeva
Papuanella exeva är en insektsart som beskrevs av Medler 2000. Papuanella exeva ingår i släktet Papuanella och familjen Flatidae. Inga underarter finns listade i Catalogue of Life.